# Thomas Fabbiano
Thomas Fabbiano (* 26. května 1989 Grottaglie) je bývalý italský profesionální tenista a vítěz juniorské čtyřhry na French Open 2007, do níž nastoupil s Bělorusem Andrejem Korotčenijou. Ve své kariéře na okruhu ATP World Tour nevyhrál žádný turnaj. Na challengerech ATP a okruhu ITF získal do září 2016 čtrnáct titulů ve dvouhře a osm ve čtyřhře.
Na žebříčku ATP byl ve dvouhře nejvýše klasifikován v září 2017 na 70. místě a ve čtyřhře pak v červenci 2009 na 208. místě. Trénuje ho Fabio Gorietti.
V italském daviscupovém týmu neodehrál žádné utkání.
Itálii reprezentoval na Letních olympijských hrách 2016 v Riu de Janeiru, kde v mužské dvouhře startoval na divokou kartu ITF. Vypadl v úvodním kole, když nestačil na Brazilce Rogéria Dutru da Silvu.

## Tenisová kariéra
V rámci hlavních soutěží událostí okruhu ITF debutoval v dubnu 2006, když na turnaj v Římě obdržel divokou kartu. V úvodním kole podlehl krajanu Danielemu Giorginimu. Premiérový singlový titul si odvezl z červencového Guzzini Challengeru 2013, kde ve finále přehrál francouzského hráče Davida Gueze ve dvou setech. Bodový zisk znamenal, že se 22. července 2013 poprvé posunul mezi elitní dvoustovku světové klasifikace. Průnik mezi sto nejlepších tenistů zaznamenal 4. dubna 2016 díky semifinále na izraelském challengeru v Raananě. Na žebříčku ATP mu patřila 98. příčka.
Ve dvouhře okruhu ATP World Tour, i v sérii ATP Masters, debutoval na Rome Masters 2008. Z pozice kvalifikanta vypadl v úvodním kole dvouhry s Francouzem Nicolasem Mahutem. Premiérový kariérní vyhraný zápas v této úrovni dosáhl na lednovém Aircel Chennai Open 2016 po vyřazení Jozefa Kovalíka. Následně přešel přes šestého nasazeného Gillese Müllera, aby jej ve čtvrtfinále zastavila turnajová trojka Benoît Paire.
Debut v hlavní soutěži nejvyšší grandslamové kategorie zaznamenal v mužském singlu US Open 2013 po zvládnuté tříkolové kvalifikaci, v níž na jeho raketě zůstali Antonio Veić, Mischa Zverev a Američan Jarmere Jenkins. V úvodním kole však nenašel recept na Kanaďana Milose Raonice. Do sezóny 2017 odehrál první kola také na French Open 2016 a US Open 2016, v dalších čtrnácti případech neprošel kvalifikačním sítem.

## Finále na challengerech ATP a okruhu Futures
| Legenda                    |
| -------------------------- |
| Challengery (2–0 D; 3–2 Č) |
| Futures (12–6 D; 5–0 Č)    |

### Dvouhra: 20 (14–6)
| Stav      | č.  | datum             | turnaj                    | povrch | soupeř ve finále   | výsledek           |
| --------- | --- | ----------------- | ------------------------- | ------ | ------------------ | ------------------ |
| Finalista | 1.  | 23. července 2007 | Modena, Itálie            | antuka | Cristian Villagran | 0–6, 1–6           |
| Vítěz     | 2.  | 11. září 2007     | Olbia, Itálie             | antuka | Massimo Dell'Acqua | 4–6, 7–5, 7–6(7–4) |
| Vítěz     | 3.  | 14. dubna 2008    | Francavilla, Itálie       | antuka | Victor Ioniță      | 6–2, 6–2           |
| Vítěz     | 4.  | 28. července 2008 | La Spezia, Itálie         | antuka | Marco Viola        | 6–4, 6–2           |
| Vítěz     | 5.  | 6. října 2008     | Quartu Sant'Elena, Itálie | antuka | Leonardo Azzaro    | 6–2, 4–6, 6–2      |
| Finalista | 6.  | 8. února 2010     | Ejlat, Izrael             | tvrdý  | Miloslav Mečíř     | 4–6, 6–7(6–8)      |
| Vítěz     | 7.  | 14. března 2010   | Antalya, Turecko          | antuka | Pavol Červenák     | 6–3, 6–4           |
| Vítěz     | 8.  | 26. července 2010 | La Spezia, Itálie         | antuka | Francesco Aldi     | 6–0, 5–7, 6–3      |
| Finalista | 9.  | 30. května 2011   | Bacău, Rumunsko           | antuka | Victor Ioniță      | 6–7(4–7), 0–4skreč |
| Finalista | 10. | 4. července 2011  | Sassuolo, Itálie          | antuka | James Duckworth    | 1–6, 2–6           |
| Vítěz     | 11. | 11. července 2011 | Modena, Itálie            | antuka | Laurent Rochette   | 6–4, 6–4           |
| Vítěz     | 12. | 12. prosince 2011 | Antalya, Turecko          | tvrdý  | Stefan Seifert     | 6–2, 6–1           |
| Vítěz     | 13. | 27. února 2012    | Harlingen, Spojené státy  | tvrdý  | Peter Polansky     | 6–1, 4–6, 6–3      |
| Finalista | 14. | 20. května 2013   | Bergamo, Itálie           | antuka | Matteo Trevisan    | 4–6, 4–6           |
| Finalista | 15. | 3. června 2013    | Parma, Itálie             | antuka | Riccardo Bellotti  | 2–6, 2–6           |
| Vítěz     | 16. | 15. července 2013 | Recanati, Itálie          | tvrdý  | David Guez         | 6–0, 6–3           |
| Vítěz     | 17. | 9. března 2015    | El Kantaoui, Tunisko      | tvrdý  | Henrique Cunha     | 6–3, 6–4           |
| Vítěz     | 18. | 16. března 2015   | El Kantaoui, Tunisko      | tvrdý  | Alexandar Lazov    | 7–6(7–2), 4–6, 6–1 |
| Vítěz     | 19. | 23. března 2015   | El Kantaoui, Tunisko      | tvrdý  | Alexandar Lazov    | 6–3, 6–1           |
| Vítěz     | 20. | 13. března 2016   | Ču-chaj, ČLR              | tvrdý  | Če Čang            | 5–7, 6–1, 6–3      |

### Čtyřhra: 10 (8–2)
| Stav      | č. | datum             | turnaj                | povrch | spoluhráč              | soupeři ve finále                       | výsledek              |
| --------- | -- | ----------------- | --------------------- | ------ | ---------------------- | --------------------------------------- | --------------------- |
| Vítěz     | 1. | 27. července 2007 | Modena, Itálie        | antuka | Andrej Karatčenija     | Juan-Manuel Agasarkissian Agustin Picco | 6–1, 6–1              |
| Vítěz     | 2. | 29. března 2008   | Orsera, Chorvatsko    | antuka | Marco Pedrini          | Roman Vogeli Jaroslav Pospíšil          | 7–6(7–4), 4–6, [10–8] |
| Vítěz     | 3. | 16. srpna 2008    | Bolzano, Itálie       | antuka | Antonio Comporto       | Diego Alvarez Daniel King-Turner        | 6–1, 7–6(7–4)         |
| Vítěz     | 1. | 24. srpna 2008    | Manerbio, Itálie      | antuka | Boris Pašanski         | Massimo Dell'Acqua Alessio di Mauro     | 7–6, 7–5              |
| Vítěz     | 4. | 4. dubna 2009     | Viterbo, Itálie       | antuka | Stefano Valenti        | Diego Alvarez Guillermo Olaso           | 6–3, 6–2              |
| Vítěz     | 2. | 11. července 2010 | San Benedetto, Itálie | antuka | Gabriel Trujillo-Soler | Francesco Aldi Daniele Giorgini         | 7–6(7–4), 7–6(7–5)    |
| Vítěz     | 3. | 15. srpna 2010    | Trani, Itálie         | antuka | Matteo Trevisan        | Daniele Bracciali Filippo Volandri      | 6–2, 7–5              |
| Finalista | 4. | 24. září 2011     | İzmir, Turecko        | tvrdý  | Flavio Cipolla         | Travis Rettenmaier Simon Stadler        | 0–6, 2–6              |
| Finalista | 5. | 15. července 2012 | Bogotá, Kolumbie      | antuka | Riccardo Ghedin        | Marcelo Demoliner Víctor Estrella       | 4–6, 2–6              |
| Vítěz     | 5. | 22. března 2015   | El Kantaoui, Tunisko  | tvrdý  | Giorgio Portaluri      | Benjamin Balleret Hugo Nys              | 6–2, 7–6(7–3)         |

## Finále na juniorce Grand Slamu

### Čtyřhra juniorů: 1 (1–0)
| Stav  | rok  | turnaj      | spoluhráč          | soupeři ve finále               | výsledek |
| ----- | ---- | ----------- | ------------------ | ------------------------------- | -------- |
| Vítěz | 2007 | French Open | Andrej Karatčenija | Kellen Damico Jonathan Eysseric | 6–4, 6–0 |